# Amtsgericht Leer

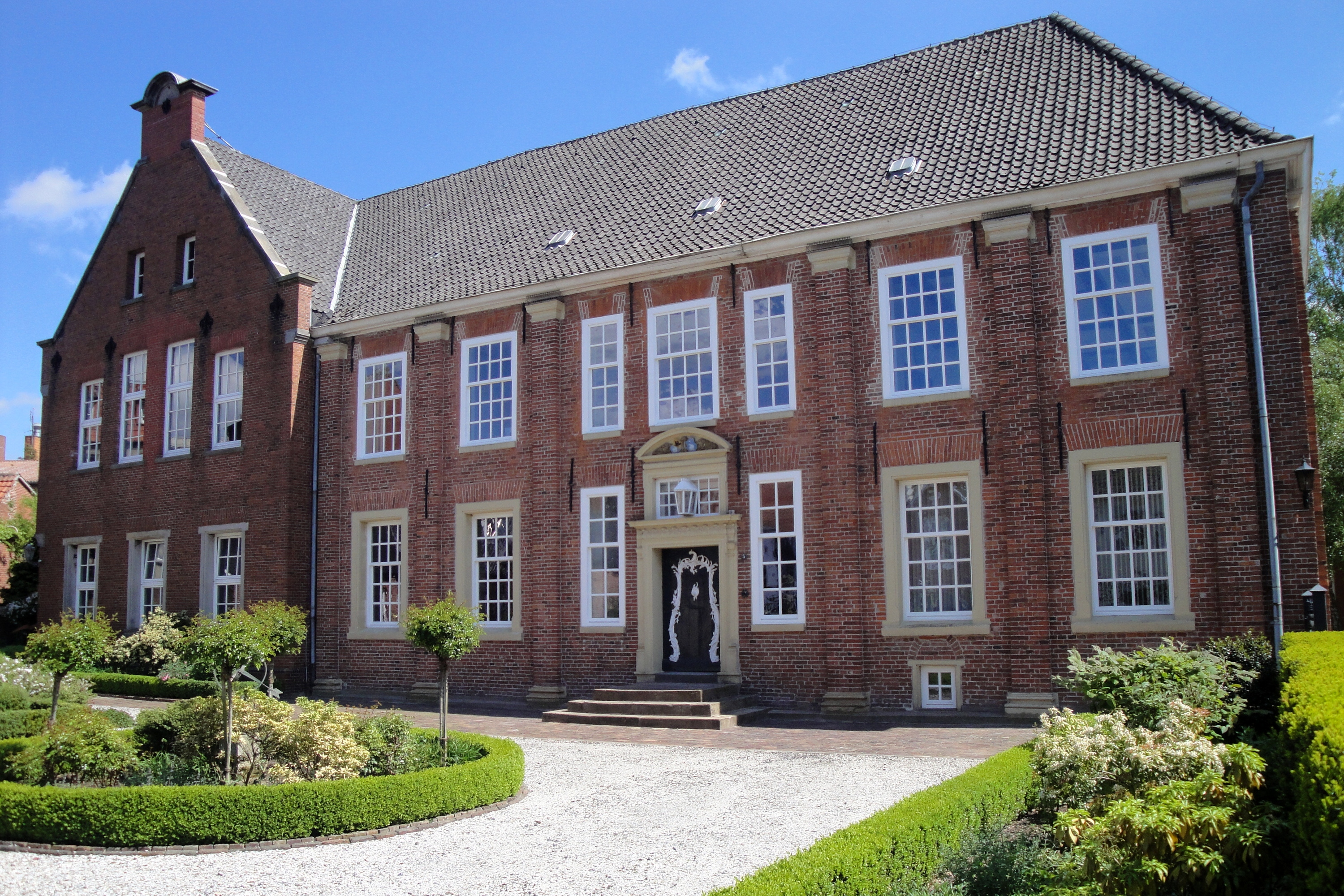
Amtsgericht Leer (Altbau), 2011

Das Amtsgericht Leer ist eines von fünf Amtsgerichten im Bezirk des Landgerichts Aurich. Es hat seinen Sitz in Leer in Niedersachsen.

## Zuständigkeiten
Das Amtsgericht Leer ist zuständig für die Städte Leer und Weener und die Gemeinden, bzw. Samtgemeinden Bunde,  Hesel, Jemgum, Jümme, Moormerland, Ostrhauderfehn, Rhauderfehn, Uplengen und Westoverledingen.
Ihm ist das Landgericht Aurich übergeordnet. Zuständiges Oberlandesgericht ist das Oberlandesgericht Oldenburg.

## Geschichte
Nach der Revolution von 1848 wurde im Königreich Hannover die Rechtsprechung von der Verwaltung getrennt und die Patrimonialgerichtsbarkeit abgeschafft.
Das Amtsgericht wurde daraufhin mit der Verordnung vom 7. August 1852 die Bildung der Amtsgerichte und unteren Verwaltungsbehörden betreffend als königlich hannoversches Amtsgericht gegründet.
Es umfasste das Amt Leer und Stadt Leer.
Das Amtsgericht war dem Obergericht Aurich untergeordnet. Mit der Annexion Hannovers durch Preußen wurde es zu einem preußischen Amtsgericht in der Provinz Hannover. Im Jahre 1879 wurde das Amtsgericht Stickhausen aufgelöst und sein Gerichtsbezirk dem des Amtsgerichtes Leer zugeordnet.
Mit dem Inkrafttreten des deutschen Gerichtsverfassungsgesetzes am 1. Oktober 1879 wurden reichsweit einheitlich Amts-, Land- und Oberlandesgerichte geschaffen. Das Amtsgericht Leer blieb bestehe und war nun dem Landgericht Aurich nachgeordnet.
Sein Gerichtsbezirk umfasste nun aus dem Landkreis Emden den Stadtbezirk Leer, das Amt Leer und das Amt Stickhausen. Am Gericht bestanden 1880 vier Richterstellen. Das Amtsgericht war damit das größte Amtsgericht im Landgerichtsbezirk. Gerichtstage wurden in Remels und Stickhausen gehalten.
Im Jahre 1972 wurde der Bezirk des Amtsgerichts Weener aufgenommen.

## Amtsgerichtsgebäude

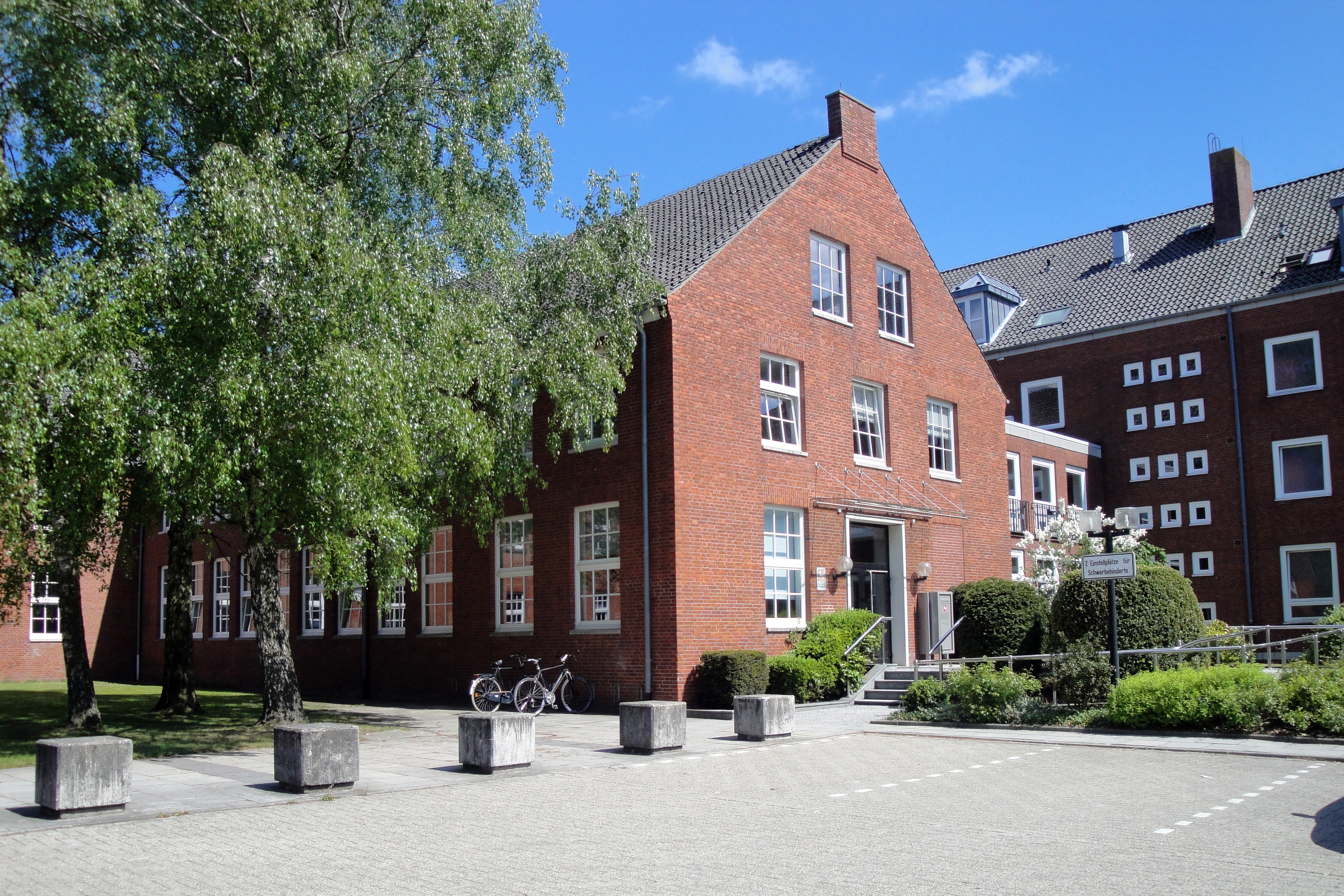
Amtsgericht Leer (Neubau), 2011

Das Dienstgebäude wurde 1752 erbaut. Zum 1. Oktober 1852 wurden mit dem Gerichtsverfassungsgesetz die Amtsgerichte in Niedersachsen eingerichtet. Seit 1864 wird das Gebäude ausschließlich vom Amtsgericht Leer genutzt. In den Jahren 1896 und 1902 erfolgten Anbauten an das Gebäude und der Anschluss an die Wasserversorgung. Im Jahre 1913 folgte der Anschluss an das elektrische Stromnetz. Das Gebäude wurde im Krieg kaum beschädigt, so dass bereits im Oktober 1945 wieder die Arbeit aufgenommen werden konnte. Im Jahre 1959 wurde das Gefängnis aufgehoben, um Platz für einen erneuten Anbau zu schaffen. Seit 1978 sind alle Abteilungen des Amtsgerichts wieder unter einem Dach versammelt. Das Amtsgerichtsgebäude steht unter Denkmalschutz.

## Fälle
Im Sommer 2014 wurde ein Fall bekannt, in dem gegen einen Paketboten wegen Exhibitionismus verhandelt wurde. Er soll seinen Penis bei der Übergabe eines Paketes aus dem Hosenstall hängen lassen haben. Die zuständige Richterin ordnete die Vermessung des Penisses an, um feststellen zu lassen, ob er aus der Hose hängen könne.

## Richter
- Stefan von der Beck (Direktor ab 2021)